# 宋振玉
宋达泉（1915年5月—2010年12月8日），男，直隶（今河北）安国人，中国药理学家，曾任中国医学科学院药物研究所研究员、博士生导师。